# Calle de Miraflores
La calle de Miraflores es una vía pública de la ciudad española de Segovia.

## Descripción
La vía, cuyo título es de origen incierto, nace de la calle de la Plata y discurre hasta cerca de la de José Zorrilla, no sin antes cruzarse con la de las Conchas, la de Cantarranas y la de Villalpando. Aparece descrita en Las calles de Segovia (1918) de Mariano Sáez y Romero con las siguientes palabras:

Miraflores.—Está comprendida entre la calle de José Zorrilla y la plazuela de Carrasco. Si la calle estuviera en la dirección del pueblo de Zamarramala, diríamos que a esto obedecía su nombre, pues el inmediato lugar que antes fué arrabal de Segovia, se denominaba Miraflores no hace muchos siglos; pero hallándose en el lado opuesto, ya nos es más difícil la solución, que nos es desconocida, a pesar de haberla solicitado. Algún jardín, mata de flores, tiesto frondoso que hubiera en la calle y dispuesto para ser contemplado fácilmente, puede ser el motivo del título, pues aquí y en otras localidades los hechos más insignificantes y vulgares, han dado nombre a sus calles principales, cuanto más a ésta del arrabal y de secundaria o terciaria categoría.
(Sáez y Romero, 1918, p. 115)